# マカオ歴史地区
座標: 北緯22度11分28.651秒 東経113度32分11.206秒 / 北緯22.19129194度 東経113.53644611度

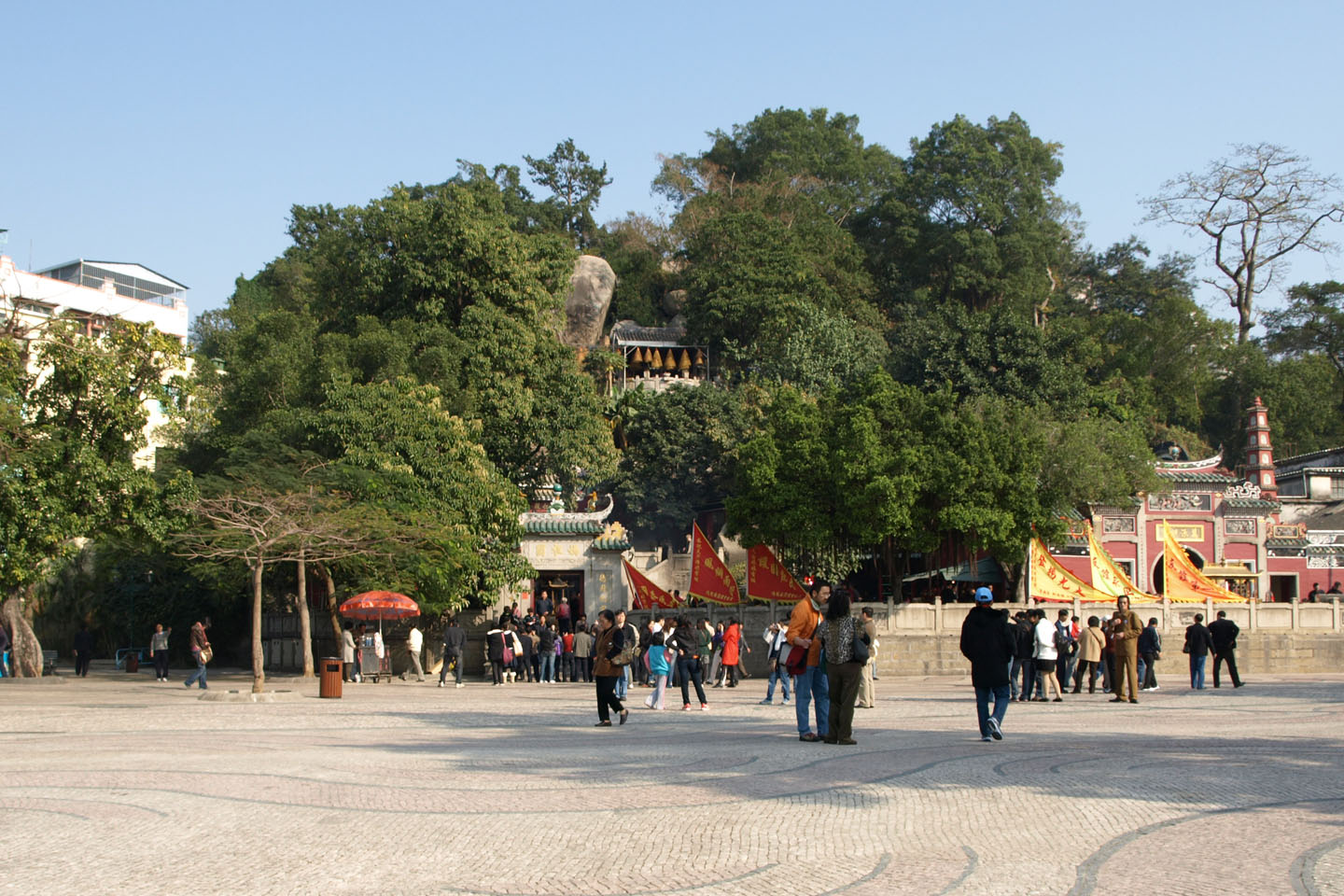
媽閣廟

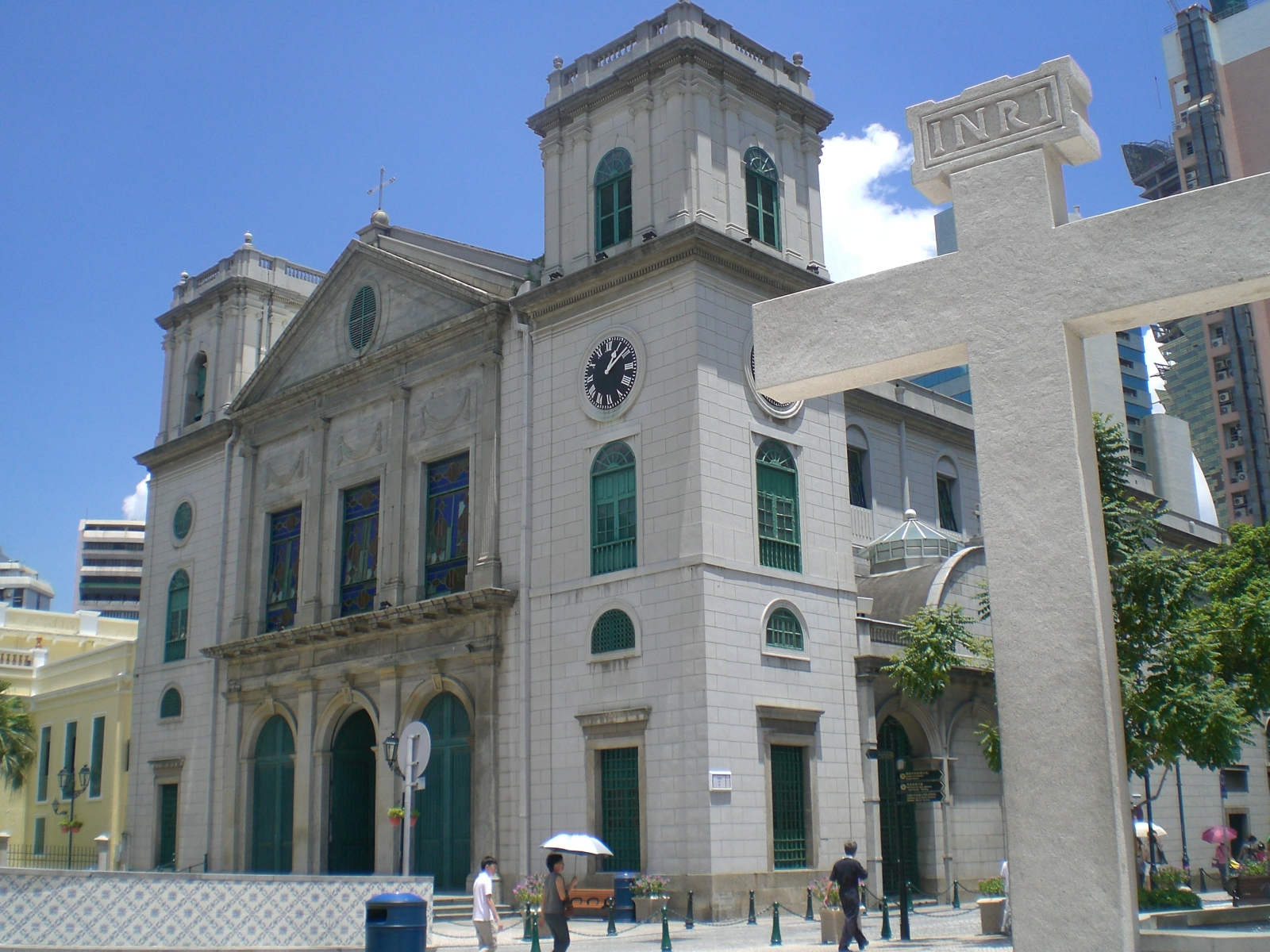
聖母聖誕堂

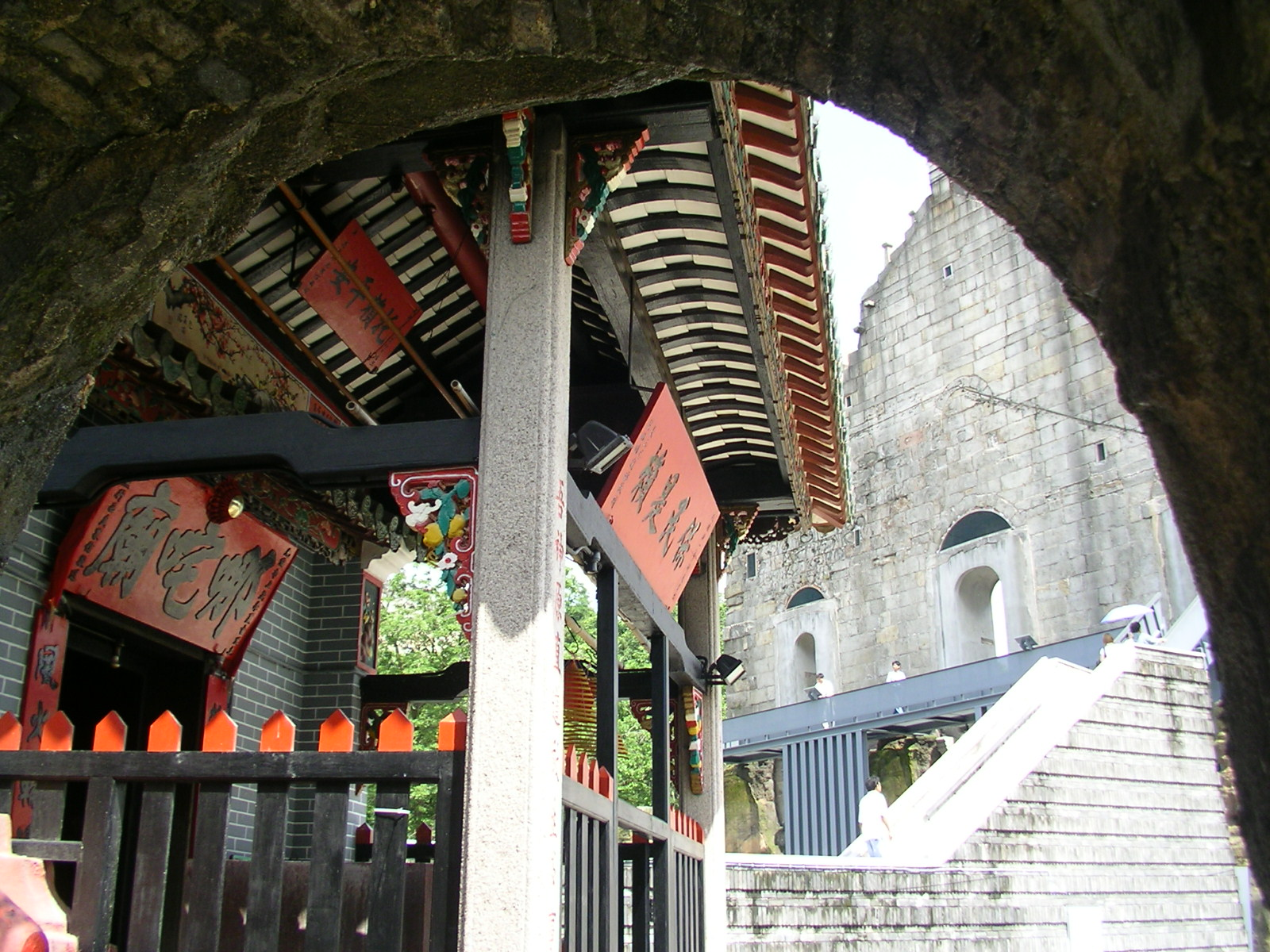
ナーチャ廟（城壁の下から）

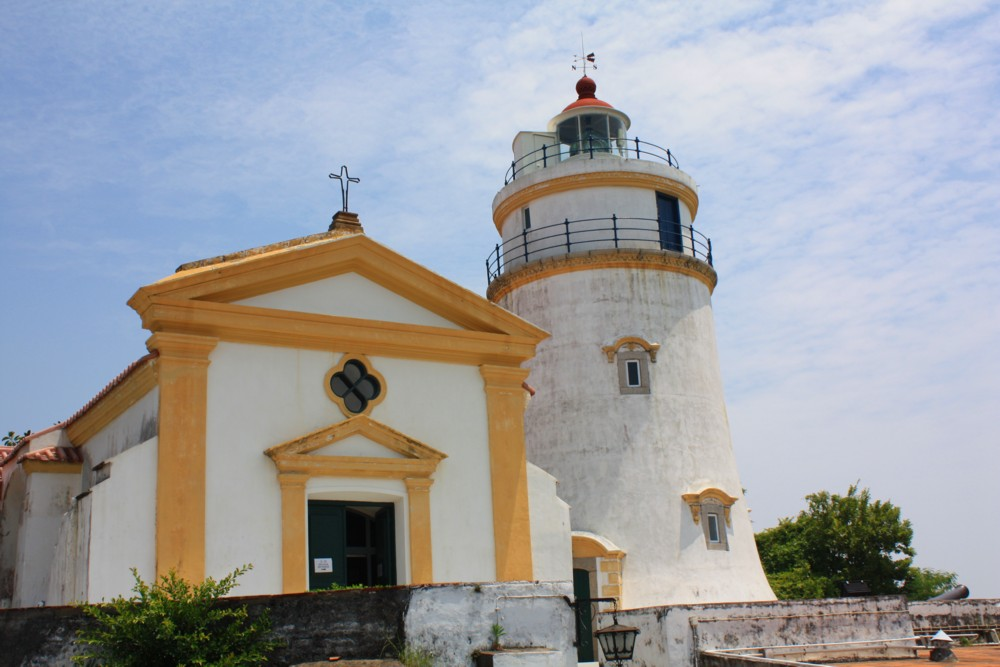
ギア灯台

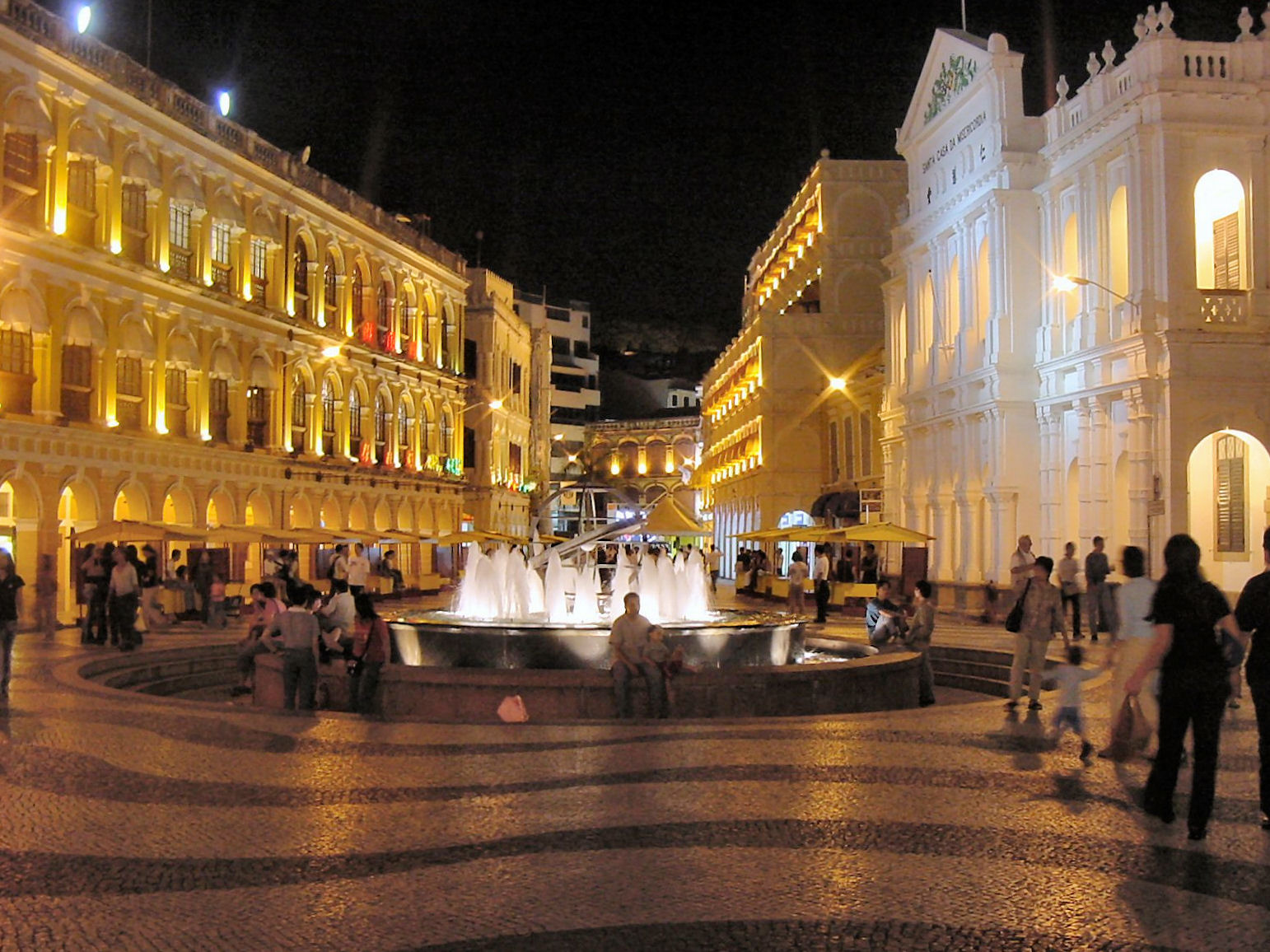
セナド広場

マカオ歴史地区（マカオれきしちく、中: 澳門歷史城區, 葡: O Centro Histórico de Macau）とは、中華人民共和国の特別行政区であるマカオにある、20以上の建築や広場などの古跡を含む地区である。かつてのポルトガルの植民地であったマカオにおける東西文化のユニークな同化と共存を窺い知ることができる。2005年、中国で31番目のユネスコ世界遺産に登録された。

## 登録古跡一覧

### 歴史的・宗教的建築物
- 媽閣廟（Templo de A-Má）
- 港務局（港務局大樓, Quartel dos Mouros）
- 鄭家屋敷（Casa da Cheang, 旧文華大屋, Casa do Mandarim）- 思想家鄭観応の故居
- 聖ローレンス教会（聖老楞佐教堂, 風順堂, Igreja de São Lourenço）
- 聖ヨゼフ修道院及び聖堂（聖若瑟修院大樓及聖堂, Seminário e Igreja de São José）
- ドン・ペドロ5世劇場（崗頂劇院, 伯多祿五世劇院, Teatro de Pedro V）
- ロバート・ホー・トン図書館（何東圖書館, Biblioteca Sir Robert Ho Tung）
- 聖オーガスティン教会（聖奧斯定教堂, Igreja de Santo Agostinho）
- 民政総署大楼（民政總署大樓, Edifício do Leal Senado）
- 三街会館（三街會館, 關帝廟, Pagode Sam Cai Vu Cun）
- 仁慈堂大楼（仁慈堂大樓, Santa Casa da Misericórdia）
- 大堂（大堂, 聖母聖誕堂, Catedral Igreja da Sé）
- 盧家屋敷（金玉堂, Casa de Lou Kau）
- 聖ドミンゴ教会（玫瑰堂, 板樟堂, Igreja de São Domingos）
- 聖ポール天主堂跡（大三巴牌坊, Ruínas da Antiga Catedral de São Paulo）
- ナーチャ廟（哪吒廟, Templo de Na Tcha, junto às Ruínas de São Paulo）
- 旧城壁（舊城牆遺址, Troço das Antigas Muralhas de Defesa）
- モンテの砦（大炮台, Fortaleza do Monte）
- 聖アントニオ教会（聖安多尼教堂, 花王堂, Igreja de Santo António）
- カーザ庭園（東方基金會會址, Casa Garden）
- プロテスタント墓地（舊基督教墳場, Cemitério Protestante）
- ギア要塞（東望洋炮台, Fortaleza da Guia）

### 広場
- リラウ広場（阿婆井前地, Largo do Lilau）
- 聖オーガスティン広場（聖奧斯定前地崗頂前地, Largo de Santo Agostinho）
- セナド広場（議事亭前地, Largo do Senado）
- バラ広場（媽閣廟前地, Largo do Pagode da Barra）
- 大堂広場（大堂前地, 大廟頂, Largo da Sé）
- 聖ドミンゴ広場（板樟堂前地, Largo do São Domingos）
- イエズス会紀念広場（耶穌會紀念廣場, Largo da Companhia de Jesus）
- カモンエス広場（白鴿巢前地, 賈梅士前地, Praça de Luís de Camões）

## ギャラリー

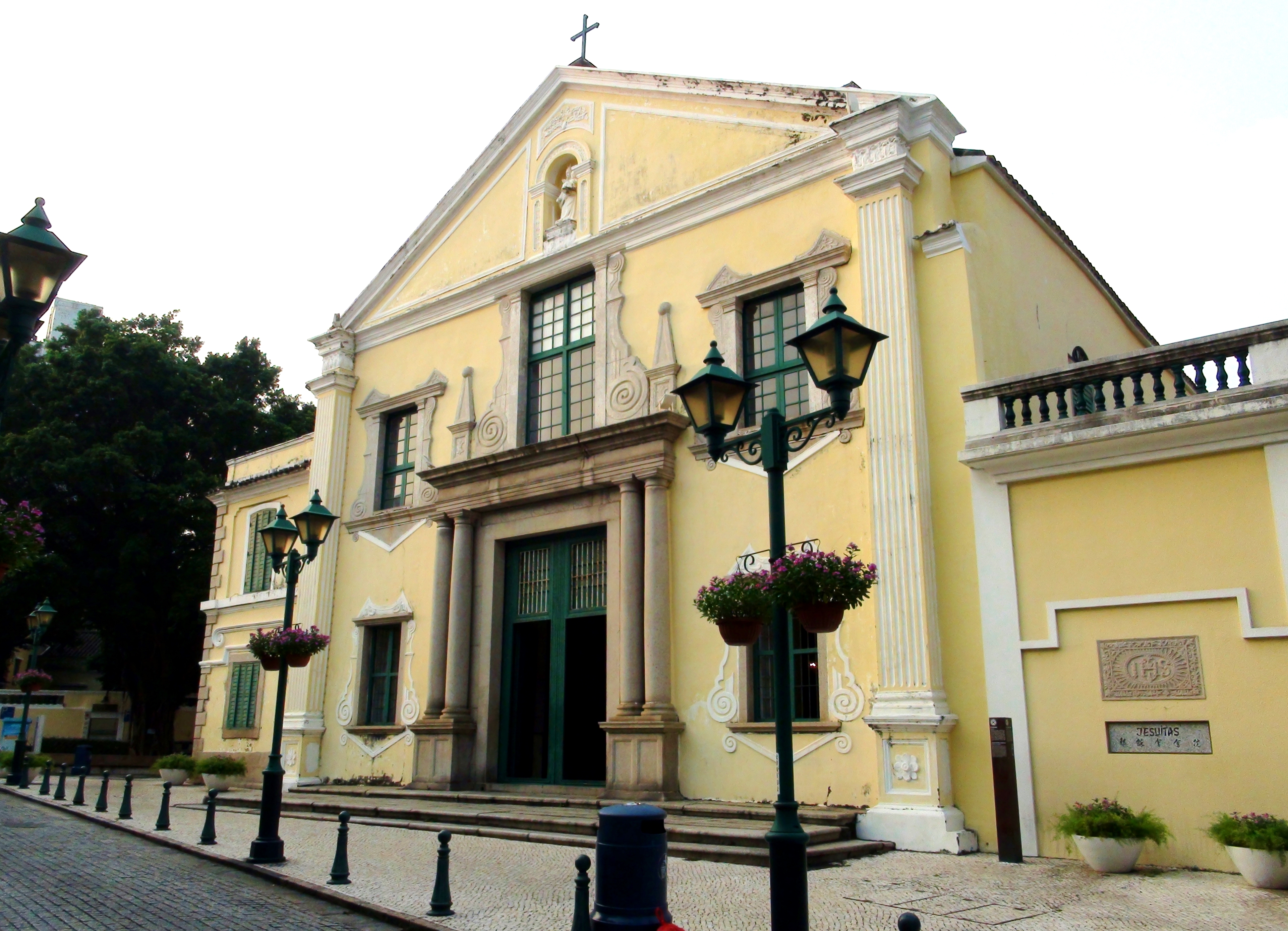
聖オーガスティン教会
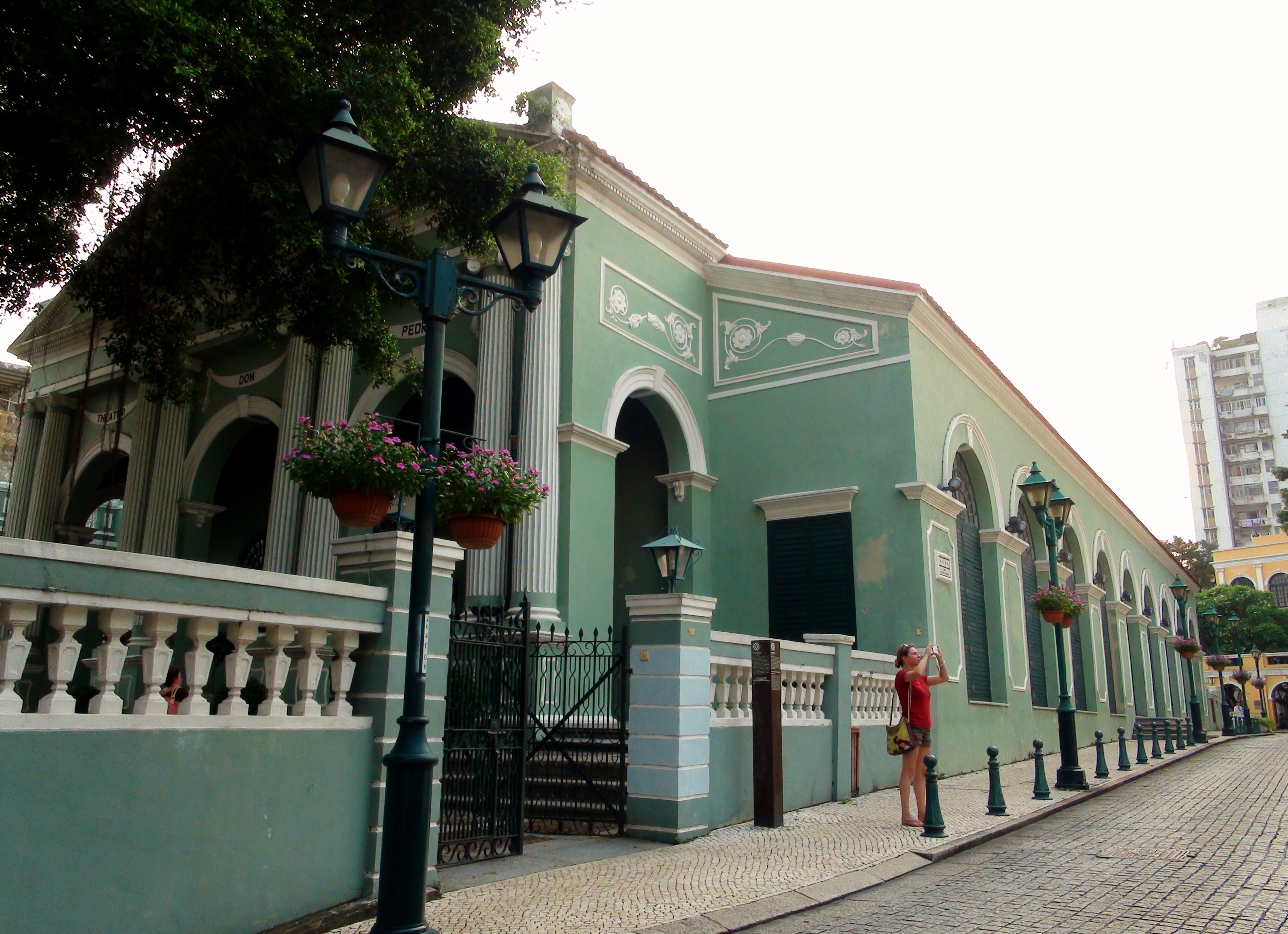
ドン・ペドロ5世劇場
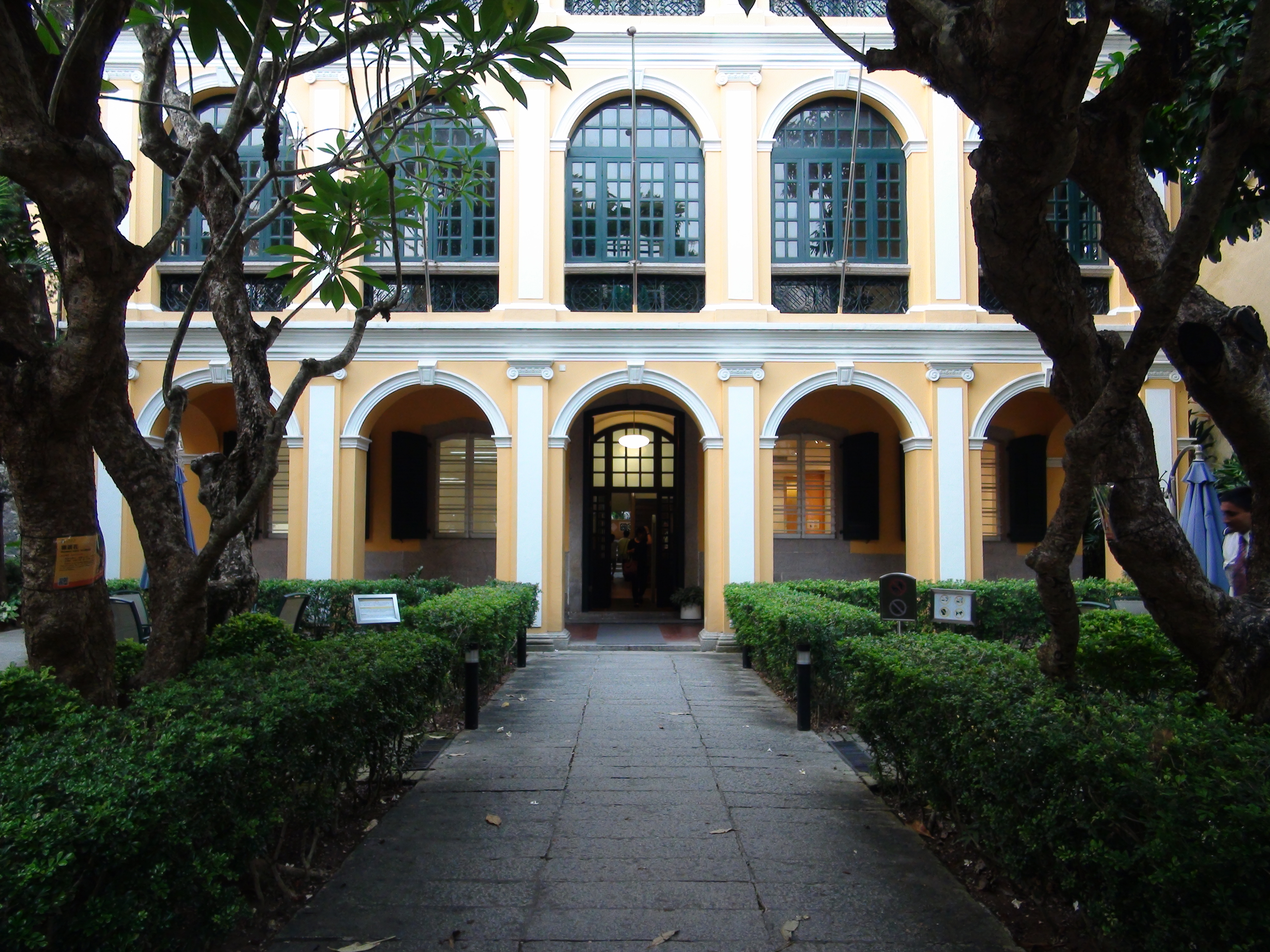
ロバート・ホー・トン図書館
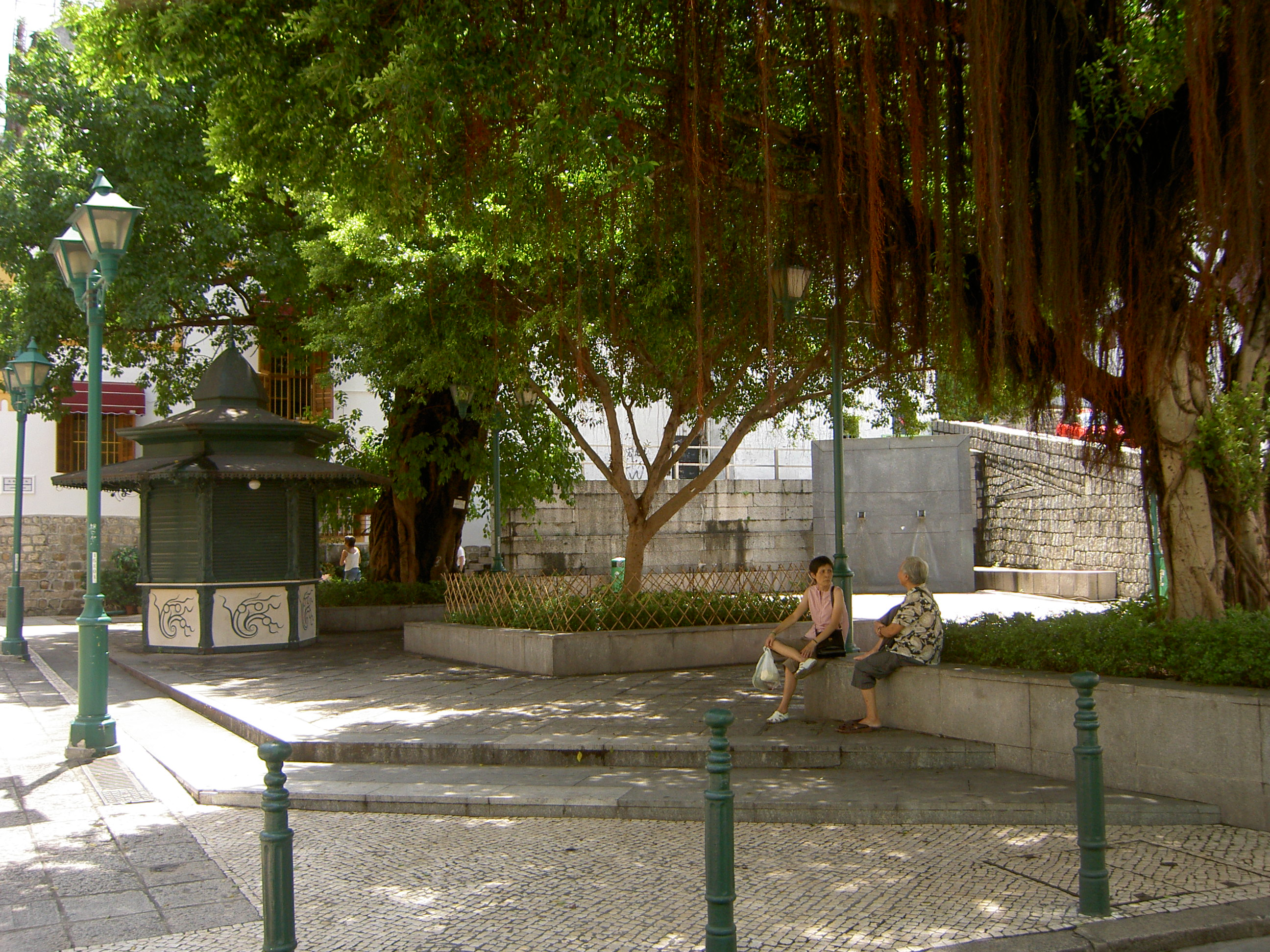
リラウ広場
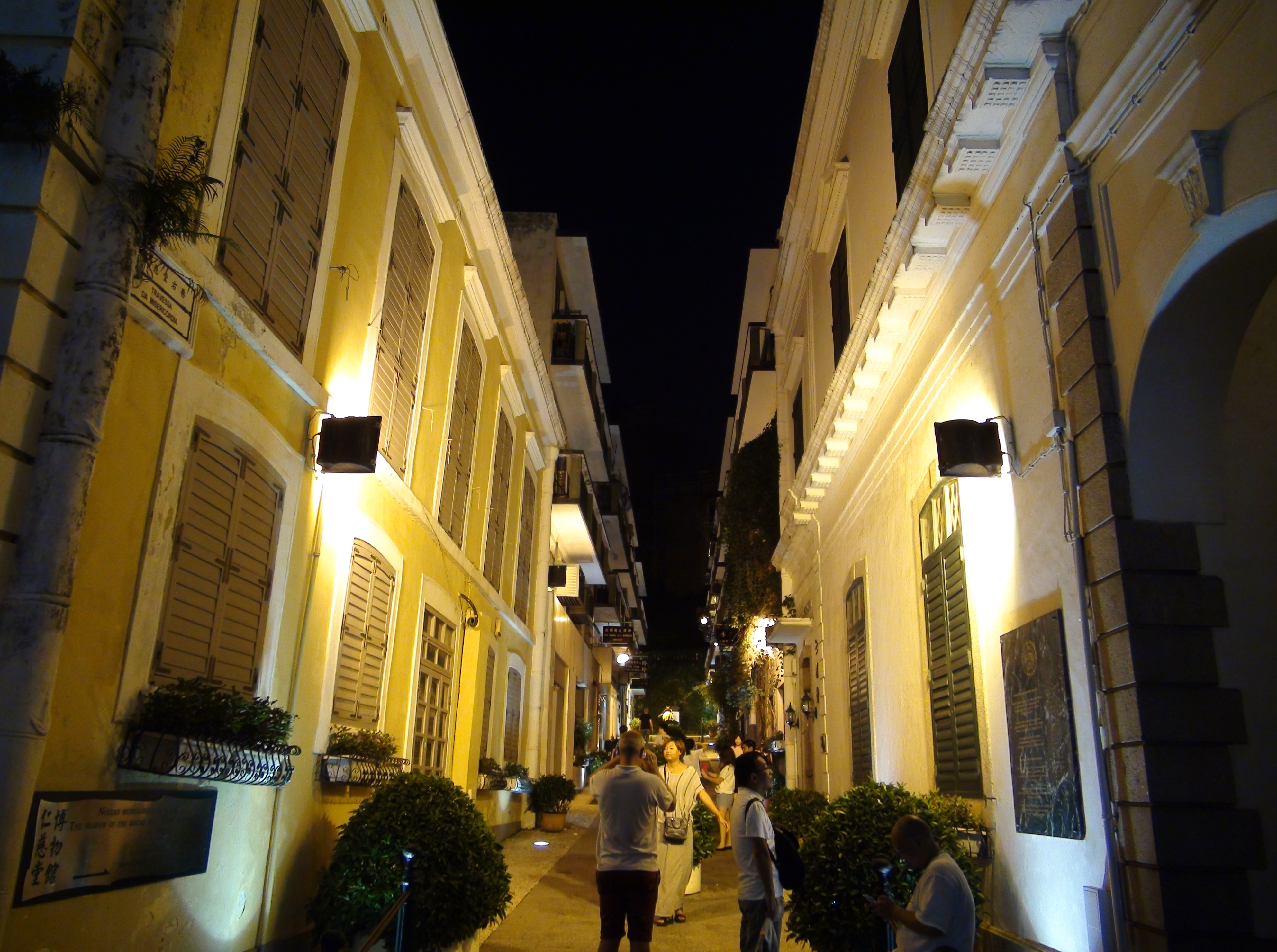
仁慈堂に面した仁慈堂右巷

## 登録基準
この世界遺産は世界遺産登録基準のうち、以下の条件を満たし、登録された（以下の基準は世界遺産センター公表の登録基準からの翻訳、引用である）。
- (2) ある期間を通じてまたはある文化圏において、建築、技術、記念碑的芸術、都市計画、景観デザインの発展に関し、人類の価値の重要な交流を示すもの。
- (3) 現存するまたは消滅した文化的伝統または文明の、唯一のまたは少なくとも稀な証拠。
- (4) 人類の歴史上重要な時代を例証する建築様式、建築物群、技術の集積または景観の優れた例。
- (5) ある文化（または複数の文化）を代表する伝統的集落、あるいは陸上ないし海上利用の際立った例。もしくは特に不可逆的な変化の中で存続が危ぶまれている人と環境の関わりあいの際立った例。